# Hypertensieve retinopathie

Hypertensieve retinopathie in de papil

Onder hypertensieve retinopathie verstaan we netvliesafwijkingen ten gevolge van een verhoogde bloeddruk in de bloedvaten van het netvlies. Kenmerkend voor deze aandoening zijn bloedingen in het netvlies die ontstaan zijn door hypertensieve veranderingen en arteriosclerotische veranderingen. Met behulp van een oogspiegel (fundoscopie) zijn deze veranderingen waar te nemen en te beoordelen voor een eventuele behandeling. In het algemeen geldt, hoe hoger de hypertensie, des te ernstiger de hypertensieve retinopathie.
Een vorm van retinopathie die hier sterk op lijkt is diabetische retinopathie.

## Symptomen en verschijnselen
De meeste patiënten met hypertensieve retinopahtie hebben geen klachten in een vroeg stadium, maar gepaard gaan met wazig zicht en hoofdpijn.
Kenmerkende verschijnselen die te zien zijn op het netvlies zijn :
- Arteriële veranderingen, zoals vernauwing van de slagaders, kruizen van slagaders en aders, arteriosclerose (verdikking van de wanden van de slagaders). Dit laatste is goed de zien aan de koperverkleuring en zilververkleuring van arteriën in een later stadium.
- In een later stadium ontstaan microaneurysmata, vlamvormige bloedingen, puntbloedingen en zogenaamde "cotton wool spots". Dit zijn ischemische veranderingen die aangeven dat er niet meer genoeg zuurstof op deze plekken in het netvlies komen. Exsudaten van bloedplasma, ophoping van subretinaal vocht kunnen macula-oedeem veroorzaken.

## Gradering
De ernst van de hypertensieve retinopathie wordt in de oogheelkunde als volgt geclassificeerd:
- Graad 1: geringe hypertensieve retinopathie met algehele vernauwing van de bloedvaten.
- Graad 2: matige hypertensieve retinopathie Verschijnselen van graad 1 + het teken van Salus met locale vernauwing van de bloedvaten.
- Graad 3: ernstige geringe hypertensieve retinopathie met verschijnselen van graad 2 + lekkage uit de bloedvaten en de vorming van harde exsudaten.
- Graad 4: zeer ernstige hypertensieve retinopathie met verschijnselen van graad 3 + zwelling van de papil (papiloedeem).

De mate van arteriosclerose kan worden ingedeeld in vier stadia:
- Graad 1: geringe arteriosclerose, gekenmerkt door een algehele vernauwing van de bloedvaten en arteriereflex.
- Graad 2: matige arteriosclerose, graad 1 + teken van Salus.
- Graad 3: ernstige arteriosclerose, graad 2 + koperdraadverkleuring van de arteriolen met het teken van Gunn (vernauwing van de slagaders).
- Graad 4: zeer ernstige arteriosclerose, graad 3 + zilverdraadverkleuring van de arteriolen.

## Complicaties en risico's
Ernstige hypertensieve retinopathie kan leiden tot:
- Occlusie van een ader of slagader van het oog (ooginfarct).
- Microaneursysma of macroaneurysma in het netvlies.
- Afsluiting van de oogzenuw (AION).
- Parese van een van de hersenzenuwen die de oogspieren aansturen.
- Exsudatieve netvliesloslating.